# Elisa Dias Veloso
Elisa Dias Veloso, nasceu no dia 16 de fevereiro de 1914. Psicóloga mineira, professora do Instituto de Educação de Minas Gerais entre 1938 e 1941.

## Biografia
Nasceu em Minas Gerais. Estudou na Escola de Aperfeiçoamento de Professores de Minas Gerais, em Belo Horizonte, no período entre 1936 e 1941. Nessa época, teve grande contato com Helena Antipoff, na sua formação profissional. No Departamento Administrativo do Serviço Público – DASP -, em um curso sobre seleção, orientação e readaptação profissional, entre 1945 e 1948, e no Instituto de Seleção e Orientação Profissional – ISOP - , em curso sobre Psicoterapia do Menor, em 1948, trabalhou com Mira y Lopes. Em busca de intercâmbio e treinamento avançado, fez estágios em clínicas da Grã-Bretanha (1952) e dos Estados Unidos (1965-1966) e participou de Seminário sobre Saúde Mental Infantil, em Montevidéu (1955), na condição de bolsista da ONU, da Comissão Fulbright e do Conselho Britânico. 
Atuou como pesquisadora e psicóloga clínica, tendo sido muito importante para consolidação da área. Ministrou aulas de Psicologia no Instituto de Educação de Belo Horizonte entre 1938 e 1941. No Rio de Janeiro, trabalhou no Instituto Nacional de Estudos Pedagógicos, onde permaneceu de 1941 a 1944. De 1944 a 1969, trabalhou no Departamento Nacional da Criança, onde contribuiu para questões relacionadas ao Centro de Orientação Juvenil – COJ, órgão fundado por Helena Antipoff e incorporado à Seção de Orientação Social da Divisão de Proteção Social do Departamento Nacional da Criança. Elisa Dias Velloso, em 1952, realizou, como diretora do COJ visitas de estudos em escolas para "excepcionais" na Inglaterra e na Escócia, divulgando a estruturação do trabalho realizado nessas instituições no Boletim da Sociedade Pestalozzi do Brasil. Defendia a importância da observação de outros centros da mesma área para o crescimento do próprio COJ.
No campo da assistência psicológica ao adolescente, desenvolveu atividades de treinamento profissional e pesquisa, realizadas com equipes multi-disciplinares e através de clínicas de orientação, importantes nos serviços ambulatórios médicos, oferecerendo assistência ao adolescente e ao seu meio familiar e social. Elisa fazia atendimentos psicológicos de crianças e adolescentes, oferecia supervisões à equipe de Psicologia e realizava reuniões clínicas com discussões de casos. Além disso, foi diretora no período de 1960 a 1964. No COJ trabalhou com Leme Lopes e conheceu Padre Bankö.
Participou de cursos e estágios na Inglaterra nos Estados Unidos e no Uruguai, nas décadas de 1950 e 1960. Ministrou aulas na pós-graduação médica da Escola Nacional de Saúde Pública, entre 1960 e 1964, na graduação e na pós-graduação da Pontifícia Universidade Católica do Rio de Janeiro – PUC-RJ -, entre 1960 e 1969, e cursos e conferências em diversos estados brasileiros.
Foi membro da Associação Brasileira de Psicologia Aplicada, da Sociedade Interamericana de Psicologia, da Associação Internacional de Psicologia Aplicada e da Internacional Couincil of Psychologists e Comissão Interministral, na qual foi uma das responsáveis pela elaboração de um anteprojeto de lei que criava os Conselhos de Psicologia.
Entre  1974 e 1976, teve participação ativa no Conselho Regional de Psicologia do Rio de Janeiro eentre 1976 e 1979, no Conselho Federal de Psicologia, do qual foi presidente da comissão de ética. Participu de pesquisas sobre recreação infantil em abrigos para menores desamparados. Publicou cerca de cinquenta artigos, ganhou o Prêmio Dante Moreira Leite, pelo Conselho Federal de Psicologia e foi homenageada no Seminário Interdisciplinar da Associação Brasileira de Psicologia Aplicada.

## Citações
- “Um dos aspectos importantes que o psicólogo precisa considerar nessa escolha se refere às suas próprias limitações, quanto à experiência e treino, em relação a uma nova prova. Antes de familiarizar-se com um determinado teste, não deve utilizá-lo, evidentemente, como bases para diagnóstico. No COJ, as novas provas a serem introduzidas são sempre antes ensaiadas (...).” (VELLOSO et al., 1956b, p. 128)

- “As técnicas de trabalho foram evoluindo num sentido de maior profundidade. Com o decorrer dos anos, toda a equipe — incluindo os estagiários — sentiu a necessidade de se submeter a uma análise pessoal. A formação regular de psicanalista foi o caminho dos médicos, que naquela época era facultada somente a eles. Hoje, a formação psicanalítica é acessível também aos psicólogos.”